# سنو باركر
سنو باركر هو قاضي وسياسي كندي، ولد في 16 مايو 1760، وتوفي في 18 سبتمبر 1843. انتخب عضو مجلس نواب نوفا سكوتيا.